# Fantasy-Jahr 1965
Übersicht

◄◄ | ◄ | 1961 | 1962 | 1963 | 1964 | Fantasy-Jahr 1965 | 1966 | 1967 | 1968 | 1969 | ► | ►►

Weitere Ereignisse

## Neuerscheinungen Literatur
| Deutscher Titel                      | Deutschsprachiges Erscheinungsjahr | Originaltitel                     | Autor                 | Anmerkungen |
| ------------------------------------ | ---------------------------------- | --------------------------------- | --------------------- | ----------- |
| Taran und der Zauberkessel           | 1970                               | The Black Cauldron                | Lloyd Alexander       | Rezension   |
| Thongor und der Zauberer von Lemuria | 1980                               | Thongor and the Wizard of Lemuria | Lin Carter            |             |
| Meister der Dimensionen              | 1967                               | The Maker of Universes            | Philip José Farmer    |             |
| Die Kräfte der Comyn                 | 1966                               | Star of Danger                    | Marion Zimmer Bradley |             |

## Filmpreise
- Oscar
  - Beste Hauptdarstellerin - Julie Andrews – Mary Poppins
  - Beste Original-Musik - Richard M. Sherman, Robert B. Sherman – Mary Poppins
  - Bester Song - Chim Chim Cher-ee - Mary Poppins – Richard M. Sherman, Robert B. Sherman
  - Bester Schnitt - Cotton Warburton – Mary Poppins
  - Beste visuelle Effekte - Peter Ellenshaw, Hamilton Luske, Eustace Lycett – Mary Poppins
  - Ehrenoscar - William Tuttle für das Make-Up - Der mysteriöse Dr. Lao

- BAFTA
  - Bester Nachwuchsdarsteller - Julie Andrews – Mary Poppins

- Golden Globe
  - Beste Hauptdarstellerin – Musical/Komödie - Julie Andrews – Mary Poppins

- Grammy
  - Beste Aufnahme für Kinder - Mary Poppins - Julie Andrews, Dick Van Dyke, Glynis Johns, David Tomlinson und Ed Wynn
  - Beste Originalmusik geschrieben für einen Film oder ein Fernsehshow - Mary Poppins - Julie Andrews, Dick Van Dyke und verschiedenen Interpreten (Komponisten: Richard M. Sherman, Robert B. Sherman)

## Neuerscheinungen Filme
| Deutscher Titel       | Deutschsprachiges Erscheinungsjahr | Originaltitel                 | Regie           | Anmerkungen |
| --------------------- | ---------------------------------- | ----------------------------- | --------------- | ----------- |
| Herrscherin der Wüste | 1965                               | She                           | Robert Day      |             |
| Kampf um Atlantis     | 1995                               | Il conquistatore di Atlantide | Alfonso Brescia |             |

## Neuerscheinungen Fernsehserien
| Deutscher Titel     | gesendet  | Originaltitel      | Episoden | Staffeln | Anmerkungen |
| ------------------- | --------- | ------------------ | -------- | -------- | ----------- |
| Bezaubernde Jeannie | 1965–1970 | I Dream of Jeannie | 139      | 5        |             |

## Geboren
- James Barclay
- Patricia Briggs
- Eoin Colfer
- Monika Felten
- Torsten Fink
- Elizabeth Haydon
- Juliet E. McKenna
- Joanne K. Rowling
- Christel Scheja